# Джеррі Макнамара (хокеїст)
Джеррі Макнамара (англ. Gerry McNamara; 22 вересня 1934, Стерджен-Фоллс — 11 квітня 2025) — канадський хокеїст, що грав на позиції воротаря.

## Ігрова кар'єра
Хокейну кар'єру розпочав 1951 року в ОХА.
Згодом у другій половині 1950-х захищав кольори низки команд Американської хокейної ліги. В сезоні 1960/61 був запасним воротарем «Торонто Мейпл-Ліфс», взявши участь у п'яти іграх НХЛ. Згодом ще дві гри у найпрестижнішій хокейній лізі провів за ту ж команду в сезоні 1969/70.
Основну ж частину своєї 20-річної ігрової кар'єри провів у скромніших північноамериканських лігах.

## Статистика
| Сезон        | Клуб                          | Ліга         | Регулярний сезон | Регулярний сезон | Регулярний сезон | Регулярний сезон | Регулярний сезон | Регулярний сезон | Регулярний сезон | Регулярний сезон | Регулярний сезон | Плей-оф | Плей-оф | Плей-оф | Плей-оф | Плей-оф | Плей-оф | Плей-оф | Плей-оф |
| Сезон        | Клуб                          | Ліга         | І                | В                | П                | Н                | Хв               | ПГ               | ІБГ              | ПГГ              | %ВК              | І       | В       | П       | Хв      | ПГ      | ІБГ     | ПГA     | %ВК     |
| ------------ | ----------------------------- | ------------ | ---------------- | ---------------- | ---------------- | ---------------- | ---------------- | ---------------- | ---------------- | ---------------- | ---------------- | ------- | ------- | ------- | ------- | ------- | ------- | ------- | ------- |
| 1951–52      | «Торонто Сент-Майклс Меджорс» | ОХА          | 5                | 2                | 3                | 0                | 280              | 20               | 0                | 4.29             | —                | —       | —       | —       | —       | —       | —       | —       | —       |
| 1952–53      | «Торонто Сент-Майклс Меджорс» | ОХА          | 10               | —                | —                | —                | 600              | 30               | 0                | 3.00             | —                | 1       | —       | —       | 60      | 4       | 0       | 4.00    | —       |
| 1953–54      | «Торонто Сент-Майклс Меджорс» | ОХА          | 57               | —                | —                | —                | 3420             | 205              | 2                | 3.59             | —                | 8       | —       | —       | 480     | 41      | 0       | 5.12    | —       |
| 1954–55      | «Торонто Сент-Майклс Меджорс» | ОХА          | 46               | 25               | 18               | 3                | 2750             | 149              | 2                | 3.24             | —                | 2       | —       | —       | 120     | 8       | 0       | 4.00    | —       |
| 1955–56      | «Піттсбург Горнетс»           | АХЛ          | 5                | 1                | 4                | 0                | 300              | 19               | 0                | 3.80             | —                | —       | —       | —       | —       | —       | —       | —       | —       |
| 1956–57      | «Вінніпег Ворріорс»           | ЗХЛ          | 16               | 4                | 11               | 1                | 965              | 60               | 0                | 3.73             | —                | —       | —       | —       | —       | —       | —       | —       | —       |
| 1956–57      | «Герші Берс»                  | АХЛ          | 22               | 10               | 12               | 0                | 1320             | 92               | 0                | 4.18             | —                | 7       | 3       | 4       | 430     | 16      | 2       | 2.23    | —       |
| 1957–58      | «Баффало Бізонс»              | АХЛ          | 37               | 14               | 21               | 2                | 2245             | 149              | 0                | 3.98             | —                | —       | —       | —       | —       | —       | —       | —       | —       |
| 1958–59      | «Клівленд Баронс»             | АХЛ          | 49               | 29               | 18               | 2                | 2940             | 155              | 3                | 3.16             | —                | 7       | 3       | 4       | 420     | 18      | 1       | 2.57    | —       |
| 1959–60      | «Садбері Волвс»               | ІПХЛ         | 59               | 31               | 21               | 7                | 3520             | 236              | 2                | 4.02             | —                | 14      | 7       | 7       | 850     | 41      | 1       | 2.89    | —       |
| 1959–60      | «Рочестер Американс»          | АХЛ          | 2                | 0                | 2                | 0                | 120              | 13               | 0                | 6.50             | —                | —       | —       | —       | —       | —       | —       | —       | —       |
| 1960–61      | «Торонто Мейпл-Ліфс»          | НХЛ          | 5                | 2                | 2                | 1                | 298              | 12               | 0                | 2.42             | .918             | —       | —       | —       | —       | —       | —       | —       | —       |
| 1960–61      | «Рочестер Американс»          | АХЛ          | 1                | 0                | 1                | 0                | 60               | 5                | 0                | 5.00             | —                | —       | —       | —       | —       | —       | —       | —       | —       |
| 1960–61      | «Садбері Волвс»               | ІПХЛ         | 52               | 18               | 27               | 7                | 3120             | 210              | 3                | 4.04             | —                | —       | —       | —       | —       | —       | —       | —       | —       |
| 1961–62      | «Піттсбург Горнетс»           | АХЛ          | 35               | 5                | 30               | 0                | 2100             | 148              | 0                | 4.23             | —                | —       | —       | —       | —       | —       | —       | —       | —       |
| 1961–62      | «Портленд Бакарус»            | ЗХЛ          | 6                | 1                | 3                | 0                | 380              | 25               | 0                | 3.95             | —                | —       | —       | —       | —       | —       | —       | —       | —       |
| 1962–63      | «Рочестер Американс»          | АХЛ          | 32               | 10               | 18               | 3                | 1920             | 123              | 1                | 3.84             | —                | —       | —       | —       | —       | —       | —       | —       | —       |
| 1963–64      | «Шарлотт Чекерс»              | ІХЛ          | 29               | —                | —                | —                | 1740             | 109              | 1                | 3.76             | —                | —       | —       | —       | —       | —       | —       | —       | —       |
| 1966–67      | «Торонто Версіті Градс»       | ОХА          | 31               | —                | —                | —                | 1830             | 112              | 2                | 3.67             | —                | —       | —       | —       | —       | —       | —       | —       | —       |
| 1967–68      | «Торонто Марлборос»           | ОХА          | 37               | —                | —                | —                | 2210             | 111              | 0                | 3.01             | —                | —       | —       | —       | —       | —       | —       | —       | —       |
| 1968–69      | «Орілья Террієрс»             | ОХА          | 29               | —                | —                | —                | 1697             | 105              | 1                | 3.71             | —                | —       | —       | —       | —       | —       | —       | —       | —       |
| 1969–70      | «Торонто Мейпл-Ліфс»          | НХЛ          | 2                | 0                | 0                | 0                | 24               | 2                | 0                | 5.15             | .833             | —       | —       | —       | —       | —       | —       | —       | —       |
| 1969–70      | «Орілья Террієрс»             | ОХА          | 25               | —                | —                | —                | 1500             | 61               | 3                | 2.44             | —                | —       | —       | —       | —       | —       | —       | —       | —       |
| 1970–71      | «Орілья Террієрс»             | ОХА          | —                | —                | —                | —                | —                | —                | —                | —                | —                | —       | —       | —       | —       | —       | —       | —       | —       |
| 1971–72      | «Орілья Террієрс»             | ОХА          | 31               | —                | —                | —                | 1817             | 112              | 3                | 3.70             | —                | —       | —       | —       | —       | —       | —       | —       | —       |
| 1972–73      | «Беррі Флаєрс»                | КА           | —                | —                | —                | —                | —                | —                | —                | —                | —                | 1       | 1       | 0       | 0       | 60      | 3       | 0       | 3.00    |
| Усього в АХЛ | Усього в АХЛ                  | Усього в АХЛ | 183              | 69               | 106              | 7                | 10,985           | 704              | 3                | 3.85             | —                | 14      | 6       | 8       | 850     | 34      | 3       | 2.40    | —       |
| Усього в НХЛ | Усього в НХЛ                  | Усього в НХЛ | 7                | 2                | 2                | 1                | 322              | 14               | 0                | 2.61             | .912             | —       | —       | —       | —       | —       | —       | —       | —       |